# IC 4043
IC 4043 — галактика типу Sd () у сузір'ї Гончі Пси.
Цей об'єкт міститься в оригінальній редакції індексного каталогу.